# Glenn van Straatum
Gleen van Straatum est un footballeur surinamien né le 26 janvier 1959 à Paramaribo.

## Biographie
Formé au SV Transvaal de la Hoofdklasse du Surinam, Van Straatum y joua entre 1973 et 1978 avant d'émigrer aux États-Unis pour jouer à l'Université de San Francisco entre 1978 y 1982. Il termina sa carrière en jouant dans quelques clubs semi-professionnels de la région de San Francisco (Greek-Americans FC, Hellas FC, San Francisco Italian Athletic Club, San Francisco Glens) jusqu'en 1989.
Il fut international surinamien entre 1976 y 1978.
Il entraîna brièvement le California Victory, avant la disparition du club en 2007.